# Адміністративний устрій Благовіщенського району
Адміністративний устрій Благовіщенського району — адміністративно-територіальний поділ Благовіщенського району Кіровоградської області на 1 міську раду та 17 сільських рад, які об'єднують 27 населених пунктів та підпорядковані Благовіщенській районній раді. Адміністративний центр — м. Благовіщенське.

## Список радБлаговіщенського району
| №  | Назва                             | Центр              | Населені пункти                              | Площа км² | Місце за площею | Населення (2001), чол. | Місце за населенням |
| -- | --------------------------------- | ------------------ | -------------------------------------------- | --------- | --------------- | ---------------------- | ------------------- |
| 1  | Благовіщенська міська рада        | м. Благовіщенське  | м. Благовіщенське                            |           |                 |                        |                     |
| 2  | Богданівська сільська рада        | с. Богданове       | с. Богданове с. Маньківське                  |           |                 |                        |                     |
| 3  | Великотроянівська сільська рада   | с. Великі Трояни   | с. Великі Трояни                             |           |                 |                        |                     |
| 4  | Вільхівська сільська рада         | с. Вільхове        | с. Вільхове с. Сергіївка                     |           |                 |                        |                     |
| 5  | Грушківська сільська рада         | с. Грушка          | с. Грушка с. Станіславове                    |           |                 |                        |                     |
| 6  | Данилово-Балківська сільська рада | с. Данилова Балка  | с. Данилова Балка с. Шевченка                |           |                 |                        |                     |
| 7  | Йосипівська сільська рада         | с. Йосипівка       | с. Йосипівка                                 |           |                 |                        |                     |
| 8  | Кам'янобрідська сільська рада     | с. Кам'яний Брід   | с. Кам'яний Брід с. Петрівка с. Христофорове |           |                 |                        |                     |
| 9  | Кам'янокриничанська сільська рада | с. Кам'яна Криниця | с. Кам'яна Криниця                           |           |                 |                        |                     |
| 10 | Лозуватська сільська рада         | с. Лозувата        | с. Лозувата с. Дельфінове с. Змійове         |           |                 |                        |                     |
| 11 | Луполівська сільська рада         | с. Луполове        | с. Луполове с. Кошаро-Олександрівка          |           |                 |                        |                     |
| 12 | Мечиславська сільська рада        | с. Мечиславка      | с. Мечиславка                                |           |                 |                        |                     |
| 13 | Новоселицька сільська рада        | с. Новоселиця      | с. Новоселиця                                |           |                 |                        |                     |
| 14 | Розношенська сільська рада        | с. Розношенське    | с. Розношенське                              |           |                 |                        |                     |
| 15 | Сабатинівська сільська рада       | с. Сабатинівка     | с. Сабатинівка                               |           |                 |                        |                     |
| 16 | Синицівська сільська рада         | с. Синицівка       | с. Синицівка                                 |           |                 |                        |                     |
| 17 | Синьківська сільська рада         | с. Синьки          | с. Синьки                                    |           |                 |                        |                     |
| 18 | Шамраївська сільська рада         | с. Шамраєве        | с. Шамраєве                                  |           |                 |                        |                     |